# Elisabeth Herrmann-Otto
Elisabeth Herrmann-Otto (* 31. März 1948 in Köln als Elisabeth Herrmann) ist eine deutsche Althistorikerin.
Elisabeth Herrmann studierte von 1966 bis 1977 Geschichte, Philosophie und Latein an den Universitäten Köln und Mainz. 1972 bestand sie die erste Staatsexamensprüfung für das Lehramt an Gymnasien an der Universität Köln. 1977 wurde sie an der Universität Mainz in Alter Geschichte promoviert mit einer von Heinz Bellen und Alois Gerlich betreuten Arbeit zum Thema Ecclesia in Re publica. Die Entwicklung der Kirche von pseudostaatlicher zu staatlich inkorporierter Existenz. Für ihre Arbeit bekam sie den Preis der Johannes-Gutenberg-Universität Mainz für die beste Promotion des Jahres. Von 1977 bis 2000 wirkte sie als wissenschaftliche Mitarbeiterin und später in der Nachfolge von Joseph Vogt (bis 1978) und Heinz Bellen als Leiterin der Arbeitsstelle „Forschungen zur antiken Sklaverei“ an der Akademie der Wissenschaften und der Literatur in Mainz. Seit 1978 war Herrmann-Otto zudem Lehrbeauftragte an der Mainzer Universität für das Fach Alte Geschichte. 1993 erfolgte ihre Habilitation für Alte Geschichte wiederum in Mainz zum Thema Ex ancilla natus. Untersuchungen zu den „hausgeborenen“ Sklaven und Sklavinnen im Westen des römischen Kaiserreiches. Für die Habilitationsschrift wurde sie 1996 mit dem  3. Internationalen Romanistenpreis Gérard Boulvert der Université de Franche-Comté, Besançon, ausgezeichnet. Anschließend lehrte sie bis 1999 als Privatdozentin an der Universität Mainz. Während dieser Zeit hatte sie Vertretungsprofessuren an den Universitäten Erlangen (1994/95), Trier (1995) und Bielefeld (1995/96) inne. 1999 erfolgte die Ernennung zur außerplanmäßigen Professorin in Mainz. Seit 2000 war sie bis zu ihrer Pensionierung Professorin für Alte Geschichte an der Universität Trier; ihr Nachfolger wurde 2017 Frank Daubner.
An der Universität Trier wirkte sie 2000/01 als Geschäftsführerin des Faches Geschichte, 2001 bis 2003 als Prodekanin des Fachbereiches III. Von 2003 bis 2009 war Herrmann-Otto Sprecherin des Graduiertenkollegs 846 (Sklaverei – Knechtschaft und Frondienst – Zwangsarbeit) der DFG. Forschungsschwerpunkte Herrmann-Ottos sind die antike Sozial- und Wirtschaftsgeschichte mit besonderer Gewichtung der Sklaverei und die Armutsforschung im Rahmen des Sonderforschungsbereiches 600 „Fremdheit und Armut“ der Deutschen Forschungsgemeinschaft, die griechische und römische Verfassungsgeschichte, das Christentum, die Spätantike sowie die Kulturgeschichte unter besonderer Berücksichtigung der Zeremonial-, Alters- und Geschlechterforschung.

## Schriften (Auswahl)
- Ecclesia in re publica. Die Entwicklung der Kirche von pseudostaatlichen zu staatlichen inkorporierter Existenz (= Europäisches Forum, Bd. 2). Lang, Frankfurt am Main 1980, ISBN 3-8204-6313-5 (Dissertation).
- Ex ancilla natus. Untersuchungen zu den „hausgeborenen“ Sklaven und Sklavinnen im Westen des Römischen Kaiserreiches (= Forschungen zur antiken Sklaverei, Bd. 24). Steiner, Stuttgart 1994, ISBN 3-515-06329-3 (Habilitationsschrift).
- (Hrsg.): Die Kultur des Alterns von der Antike bis zur Gegenwart. Röhrig, St. Ingbert 2004, ISBN 3-86110-372-9.
- (Hrsg.): Unfreie Arbeits- und Lebensverhältnisse von der Antike bis in die Gegenwart. Eine Einführung (= Sklaverei – Knechtschaft – Zwangsarbeit, Bd. 1). Olms, Hildesheim u. a. 2005, ISBN 3-487-12912-4.
- Konstantin der Große. Wissenschaftliche Buchgesellschaft, Darmstadt 2007, ISBN 978-3-534-15428-9 (Rezension bei H-Soz-u-Kult).
- Sklaverei und Freilassung in der griechisch-römischen Welt. Olms, Hildesheim 2009, ISBN 978-3-487-14251-7 (Rezension bei Bryn Mawr Classical Review; Rezension bei sehepunkte).